# Аюсазово
Аюса́зово (рос. Аюсазово, башк. Айыуһаҙ) — присілок у складі Абзеліловського району Башкортостану, Росія. Входить до складу Ташбулатовської сільської ради.
Населення — 205 осіб (2010; 183 в 2002).
Національний склад:
- башкири — 98%